# Claude Pompidou

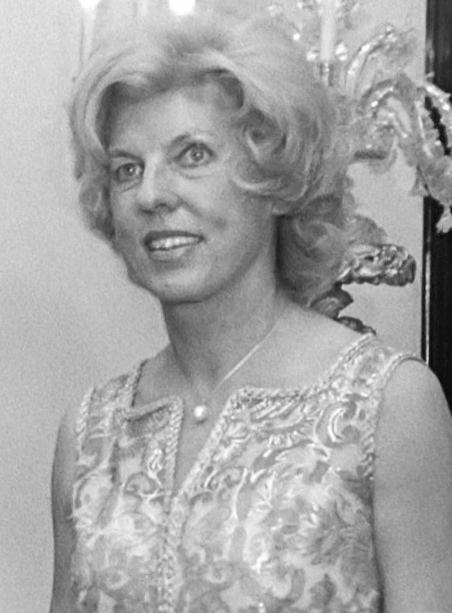
Claude Pompidou (1969)

Claude Pompidou (geborene Claude Jacqueline Cahour) (* 13. November 1912 in Château-Gontier (Département Mayenne); † 3. Juli 2007 in Paris) war Frankreichs First Lady oder Première Dame von 1969 bis 1974.
Als Tochter eines Arztes geboren, verlor sie ihre Mutter im Alter von drei Jahren.
Sie studierte Jura in Paris, wo sie ihren späteren Mann Georges Pompidou (1911–1974) kennenlernte. Das seit 1935 verheiratete Paar adoptierte den 1942 geborenen Alain Pompidou. Vom 20. Juni 1969 bis zu dessen Tod am 2. April 1974 war sie an der Seite ihres Mannes die Première dame de France.
Sie hatte außergewöhnlich großes Interesse an der zeitgenössischen Kunst und beauftragte junge Künstler mit der Ausstattung des Elysée-Palastes. Des Weiteren rief sie die Claude-Pompidou-Stiftung ins Leben.